# Neottia flabellata
Neottia flabellata är en orkidéart som först beskrevs av William Wright Smith, och fick sitt nu gällande namn av Dariusz Lucjan Szlachetko. Neottia flabellata ingår i släktet näströtter, och familjen orkidéer. Inga underarter finns listade i Catalogue of Life.